# Гаркавка
Гаркавка или Коста (укр. Гаркавка) — левый приток Ревны, протекающий по Семёновскому району (Черниговская область, Украина). 

## География
Длина — 13, 12 км. Площадь водосборного бассейна — 89 км². Русло реки (отметки уреза воды) в верхнем течении (село Костобобров) находится на высоте 163,6 м над уровнем моря. Служит водоприёмником сети каналов. 
Русло слабо-извилистое; кроме нижнего течения русло выпрямлено в канал (канализировано). Пойма занята заболоченными участками с тростниковой растительностью, очагами лесов. В пойме созданы торфоразработки.
Река берёт начало южнее государственной границы России и Украины и западнее села Ямное (Городнянский район). Река течёт на юго-запад, запад; в среднем течении служит государственной границей России и Украины. Впадает в Ревну (на 135-м км от её устья) южнее села Леоновка (Городнянский район).
Притоки: (от истока к устью) нет крупных
Населённые пункты на реке: (от истока к устью) 
1. Костобобров

Пойма реки расположена в границах гидрологического одноимённого заказника местного значения, площадью 5,5 га.